# 찬기파랑가
신라 경덕왕대(景德王代; 742∼765)에 충담사(忠談師)가 지은 10구체 향가인 <찬기파랑가(讚耆婆郞歌)>는 월명사(月明師) 작 <제망매가(祭亡妹歌)>와 함께 향가 작품들 중의 대표적인 명작으로 일찍부터 손꼽혀 왔다. 10구체 향가란 가장 완성된 형태의 향가로 10구체는 전3장으로 구분되며 제1·2장은 각각 4행으로, 제3장은 2행으로 구성된다. 제1장의 첫구는 대체로 짧게 시작한다. 그리고 제3장의 처음엔 반드시 '아야·아으'와 같은 감탄사가 붙는 것이 특징이다. 이는 시조의 3장 구성 및 종장 첫구가 영탄구로 시작되는 형식상의 특징과 유사하여 그 연원으로 추정되기도 한다. 이 작품에 관한 정보는 충담사의 다른 작품 <안민가(安民歌)>와 함께 삼국유사(三國遺事) 권2 ‘경덕왕 충담사 표훈대덕(景德王 忠談師 表訓大 德)’조에 배경 설화와 함께 수록 되어있다.

## 원문
| “ | 咽嗚爾處米(열오이처미) 露曉邪隱月羅理(로효야은월라리) 白雲音逐干浮去隱安支下(백운음축간부거은안지하) 沙是八陵隱汀理也中(사시팔릉은정리야중) 耆郞矣皃史是史藪邪(기랑의모사시사수야) 逸烏川理叱磧惡希(일오천리질적악희) 郞也持以支如賜烏隱(랑야지이지여사오은) 心未際叱肹逐內良齊(심미제질힐축내량제) 阿耶栢史叱枝次高支好(아야백사질지차고지호) 雪是毛冬乃乎尸花判也(설시모동내호시화판야) | ” |
|   | |   |

## 오구라 신페이 (소창진평) 해독
| “ | 열치매 드러나 ᄇᆞᆯᄀᆞᆫ ᄃᆞ리 흰 구루믈 조차 ᄠᅥ가ᄂᆞᆫ 어듸이오 모래 파른 믈ᄀᆞᅀᅢ 耆郞의 지시사 고자 이론 냇 쟉벼리에 郞이 디녀 괴여샨 ᄆᆞᅀᆞᄆᆡ ᄀᆞᅀᆞᆯ 조차제 阿耶 잣가지 놉하 누니 몰나올 花判이요 열어 젖히니 드러난 밝은 달이 흰 구름을 따라 떠 가는 곳 어디인가 모래 파 들어간 물가에 耆郞의 모습인 꽃이여 이른 냇 조약돌에 郞이 지녀 아끼신 마음의 가를 따르련다 阿耶 잣나무 가지 높아 눈이 모를 花判이여 | ” |
|   | |   |

## 양주동 해독
| “ | 열치매 나토얀 ᄃᆞ리 ᄒᆡᆫ 구룸 조초 ᄠᅥ가ᄂᆞᆫ 안디ᄒᆡ 새파ᄅᆞᆫ 나리여ᄒᆡ 기랑(耆郞)ᄋᆡ 즈ᅀᅵ 이슈라. 일로 나리ㅅ ᄌᆡᄫᅧᆨᄒᆡ 랑(郞)ᄋᆡ 디니다샤온 ᄆᆞᅀᅡᄆᆡ ᄀᆞᇫᄒᆞᆯ 좇누아져. 아으 잣ㅅ가지 노파 서리 몯누올 화판(花判)이여. (구름을) 열어젖히니 나타난 달이 흰 구름 따라 떠가는 것 아니냐? 새파란 냇가에 기파랑의 모습이 있구나. 이로부터 냇가 조약돌에 기파랑이 지니시던 마음의 끝을 따르련다. 아아, 잣나무 가지 높아 서리를 모르실 화랑의 우두머리여. | ” |
|   | |   |

## 김완진 해독
| “ | 늣겨곰 ᄇᆞ라매 이슬 ᄇᆞᆯ갼 ᄃᆞ라리 ᄒᆡᆫ 구룸 조초 ᄠᅥ 간 언저례 몰이 가ᄅᆞᆫ 믈서리여ᄒᆡ 기랑(耆郞)ᄋᆡ 즈ᅀᅵ올시 수프리야. 일오(逸烏)나릿 ᄌᆡᄫᅧ긔 랑(郞)이여 디니더시온 ᄆᆞᅀᆞᄆᆡ ᄀᆞᅀᆞᆯ 좃ᄂᆞ라져. 아야 자싯가지 노포 누니 모ᄃᆞᆯ 두폴 곳가리여. 흐느끼며 바라보매 이슬 밝힌 달이 흰 구름 따라 떠간 언저리에 모래 가른 물가에 기랑의 모습과도 같은 수풀이여. 일오내 자갈 벌에서 랑이 지니시던 마음의 끝을 따르고 있노라. 아아, 잣나무 가지가 높아 눈이라도 덮지 못할 고깔이여. | ” |
|   | |   |

## 성호경 해독
| “ | 목몌 이치매 낟ᄇᆞᆯ갼 ᄃᆞ라리 ᄒᆡᆫ 구룸 조초 ᄠᅥ 가 수먼 아래 몰이 ᄇᆞᄅᆞᆫ 믈서리여ᄒᆡ 耆郞ᄋᆡ 즈ᅀᅵ 이시수야 이론 나릿ᄌᆡᄫᅧᆨᄒᆡ 郞여 디니더시온 ᄆᆞᅀᆞᄆᆡ ᄀᆞᅀᆞᆯ 조차져 아야 자싯가지 놉고 됴하 누니 모ᄃᆞᆯ 고졸 곳가려 목메 울어 지치니 나타나 밝힌 달이 흰 구름 따라 떠 가 숨은 아래 모래 바른 물가에 耆郞의 모습이 있구나 일은 냇 조약돌에 郞이여 지니시던 마음의 가를 따르련다 아아 잣나무 가지 높고 좋아 눈이 닿지 못할 고깔이여 | ” |
|   | |   |

## 조성훈 해독
| “ | 咽嗚 그치매 설 ᄇᆞᆯ갼 ᄃᆞ라리 힌구름 조추 ᄠᅥ간 알히 아래 사이파른 벼리야ᄒᆡ 耆郞ᄋᆡ 皃史이 史藪햐 숨오나릿 벼긔 郞ᄋᆡ 디니기 닷시온 ᄆᆞᅀᆞᄆᆡ ᄀᆞᆺᄒᆞᆯ 조치아져 아야 자싯가즈 놉히 ᄒᆡ 눈이 모ᄃᆞᆯ 녜올 곶가리여 오열 그치매 이슬 밝힌 달님이 흰구름이 쫓아내 떠나간 안식처 아래 새파란 물 가에 기랑의 皃史가 史의 수풀이구나 숨오나리 자갈밭에서 낭이 지키셨을 법한 마음의 끝자락을 좇게 되는구나. 아! 잣가지 높이 하여 눈이 못 덮을 꼭대기여 [花判이여]. | ” |
|   | |   |

## 해설
화랑 기파랑을 추모하고 기파랑의 지조를 예찬하는 내용이다. 승려인 충담사가 지었음에도 불구하고 일반적으로 찬기파랑가를 불교 노래가 아닌 기파랑을 찬양하는 노래로 보는 이유는 충담사가 불심이 깊고 영복승의 위의를 갖춘 승려였고 경덕왕이 그를 왕사로 봉하였으나 두 번 절하며 사양하며 받지 않았다는 기록까지 있는 그런 승려의 기품이 배어 있어야 한다고 보았기 때문이다. 즉, 정권이나 물욕에 집착하지 않은 이상적인 화랑 기파랑의 모습을 그리워하며 그의 아름다운 생애를 노래하지 않을 수 없었던 정감이 드러나 있어야 한다는 의미이다. 또한, 불교 노래였다면 [ 신주 ] [ 감통 ]등의 편목에 기재되었을 것이다. 이를 통해서 <찬기파랑가>는 지고한 대상에 대한 내적 감동과 미학적 의미의 숭고성을 포함한 화랑로서의 기능을 수행한다고 보는 것이 일반적이다. 그러나 불교와 관련된 노래로 보는 측면들이 일부 존재한다. 
문학성이 뛰어난 향가로, 제망매가와 함께 향가의 양대산맥으로 평가받는다. '찬기파랑가'의 문학성이 뛰어난 면모는 표현방식에서 드러난다. '찬기파랑가'에서는 달을 통해 시적 화자의 특별한 정서를 투영시키고, 찬양대상인 기파랑을 표상하고 있다. 또한 물가에 비친 달의 모습도 화자가 기파랑의 모습을 떠올리는 것이라 볼 수 있다. 그리고 기파랑이 지니시던 마음의 갓을 좇는다는 표현은 기파랑의 크고 넓은 마음까지가 아닌 가장자리라도 따르고 싶다는 겸손한 표현이다. 이러한 표현 방식들을 통해서 찬기파랑가는 향가 중에서도 문학성이 뛰어난 향가라 볼 수 있다.
위 4개의 해독의 내용은 모두 차이가 존재한다. 향가 해독은 쉬운 것은누구나할 수 있는일이고, 어려운 것은 누구도 할 수 없는 난해한 일이기 때문이다. 그중 4개의 시중 3개의 시가 제 1행 咽嗚爾處米를 각각 다르게 해석하였는데 이 해독을 미시적으로 검토하였을때 먼저 오구라 신페이는 ‘咽--處米’를 음독하여 ‘열치매’라고 읽었다. ‘嗚爾’는 읽히지 않은것과 같다. 실사는 훈독, 허사는 음독이라는 해독 원칙에 어긋나 있다. 오구라 신페이는 열치-’의 목적어가 무엇인지 행위 주체가 누구인지를알 수 없게 되어 있다. ‘押’과 ‘開’를 사용하여 해독한 것으로 보아 ‘밀쳐연다’는 의미로 파악한 것으로 보인다. 설명에서 보면 제2행과 묶어서‘密雲을 밀어 열치고 달이 드러나는’정도의 뜻을 지닌다. 양주동은 똑 같이 ‘열치매’로 해독하였지만 의미는 좀 다르다. 양주동은 '(구름을) 열치며 나타난 달이'로 해설함으로써 '구름을 열치고의 주체가 달이 되는 신비로운 세계로 더 적극적으로 들어갔다. 물론 ‘嗚爾’가 해독에 반영되지 않은 것은 오구라 신페이를 묵수 한 것이지만 '달이 구름을 열친다.'고 함으로써 이제 이 노래는 인간의 세상이 아닌 달의 세상, 우주의 일을 읊은 상황이 되었다. 김완진은 ‘咽嗚’는 ‘목멜 열’, ‘탄식할 嗚’로 훈독된다. ‘咽’은 더 이상‘열-[開]’이라는 동사를 표기한 것이 아니다. ‘목메이다’의 의미를 가지는 고대 한국어 동사를 적은 것이고, ‘嗚’와 함께 ‘소리 없이 흐느끼다’의 뜻을 가지는 동사 ‘늣기-’를 적은 것이다. 이로써 이제 이 제1행에 대한 해독도 실사는 훈독한다는 원칙을 지키는 정상적 궤도에 올라섰다. 김완진은 ‘爾’에 대하여 다음과 같은 자세한 고구를 하고 있다. 이‘爾’가 草書化되면 ‘旀’의 오른쪽 偏旁과 비슷하고, 그것은 다시 ‘錦’의 오른쪽 편방과 비슷해진다. 그러므로 이 ‘爾’자는 원래 ‘錦’의 草書가 적힌것을 ‘爾’의 초서로 잘못 읽어서 ‘爾’로 판각이 되었다. 그러므로 이 자리에는  ‘-금’에가까운 음을 가진 우리말의 문법 요소가 올 자리이다. 그것은 강세를 나타내는‘-금’이나‘-곰’이다. ‘爾’는 이 ‘-금’을 적은 것이다.‘하여금’에서처럼 ‘-어금’이 통합되는 어형을 ‘늣기-’뒤에 붙이면 ‘늣겨곰’이 된다. ‘處’는 장소를 나타내는 한자이지만 그 훈이 光州版 ‘千字文’에는 ‘바라 쳐’로 나온다. ‘바’는 ‘바 所’의 ‘바’이고 ‘-라’는 접미사이다. 그러나 이 ‘바라’는 명사가 아니라 동사나 형용사를 적은 것이다. 중세한국어의 ‘라-’가 여기에 가장 가깝다. 현대 한국어로 ‘흐느껴 바라보매’로 해석할 수 있는 ‘늣겨곰 라매’가 된다. 성호경은 '목몌 이치매'라고 읽었다. ‘咽’을 ‘목 인’으로 볼 것인가 ‘목멜 열’로 볼 것인가의 차이가 있을 수 있기 때문에 대안이 될 수 있다. ‘이치-’는 ‘싫증나다, 지치다’의 뜻을 가진다. 성호경의 이 노래에 대한 해석은  상당히 새롭고 깊은 고구를 거친 것이다. ‘목메여 이치매’, ‘목메여 지치매’의 내용이 다음 행과의 연결 관계나 시의 전체적인 의미 파악에서 크게 무리하지 않은 점도 시의 의미 파악이 제 궤도에 들어서고 있음을 보여 준다.
대부분의 10구체 향가가 4-4-2로 구조로 분리되는데 반해, 김완진의 해독을 따를 경우, 이 향가는 5-3-2 구조로 읽힌다. 또한 양주동의 해석을 따른다고 해도, 3-5-2 구조로 분리된다. 
김완진의 해독에서는 '달'은 기파랑의 고매한 인품을, '잣가지'는 고난에 굴하지 않는 기파랑의 드높은 기상을, '눈'은 기파랑이 극복한 고난과 시련을 뜻한다.
양주동의 해독에서도 ‘달’은 기파랑을 상징고 ‘달이흰 구름을 쫓아 떠나는‘구절은 자연의 모습과 인간의 삶의 모습을 대비하여 보여주고 ‘조약돌’은 기파랑을 따르는 여러 무리들의 신념(信念)’잣나무‘는 기파랑의 높은 경지를 보여준다.
또한, 이 찬기파랑가는 1~5행과 6~8행, 9~10행으로 크게 나눠서 각각의 상황을 설명할 수 있다.
-1~5행까지의 내용은 기파랑의 고결한 모습을 떠올리며 그의 부재를 안따까워하고 있다.
-6~8행은 기파랑의 고매한 인품을 본받고 싶어하는 모습이 드러난다. 
-9~10행은 기파랑의 인품과 높은 절개를 예찬하는 내용을 담고있다. 
성호경의 해독에서는 “달”을 기파랑의 지속적이고 변함없는 덕성으로 비유하였고 1~5행에서 기파랑의 존재가 바람처럼 자연스럽고 자유로움 의미 한다고 해석하며 기파랑의 성격이 맑고 깨끗하다고 해석하였다 6~8행은 기파랑의 의로움이 분명하며, 깊고 얕음을 가리지 않고 드러난다는 의미한다 해석하였다 9~10행까지는 기파랑의 덕행이 사람들에게 오래도록 기억될 만한 향기를 남긴다는 뜻으로 해석하였다. 
박노준(朴魯埻)은 경덕왕대의 시대상과 화랑을 연관지어 이 작품의 제작 모티프에 기랑을 찬양하고자 하는 의도가 원천적으로 작용한 것이 사실이지만, 거기에 가탁(假托)하여 충담은 그 무렵 쇠퇴·약화 일로를 걷고 있는 화랑단의 형세를 애석하게 여긴 나머지 미련과 아쉬움, 화랑단의 재생을 은근히 기대하는 마음으로 이 노래를 짓게 된 것이라 하였다. 그러면서 이 작품에 반사되어 있는 화랑의 모습은 무사의 용모가 아닌, 선비적·구도자적·성자적인 면모였다고 하였다 
김승찬(金承璨)은 바로 왕도의 실현을 바라는 사회 욕구가 비등하고 있던 경덕왕대를 병든 시대라 규정하고, 그 고통과 고뇌를 치유할 인물은 불전설화에 나오는 기파와 같은 인물의 화랑밖에 없다고 생각한 충담이 그에 대한 찬양의 노래를 지은 것이 이 작품이라 하였다. 
최철(崔喆)도 표훈대덕의 기록과 연관지어 결국 ＜찬기파랑가＞는 장래 출생할 왕세자를 위한 발원으로서, 그 대상을 기파랑의 인격에다 견주었던 점을 강조하면서 이 작품의 성격을 한 인물을 찬미한 영웅시가와 같이 보고, 종교 의식의 속박을 벗어난 서정시가로 규정하고 있다.  
충담은 기랑이 세속적인 삶을 부정, 초극하여 영원한 삶을 획득한 것으로 그렸다. 그의 종교의 신념뿐 아니라 부정되어야 할 사회현실을 직시하고 있었기 때문이다. 사자(死者)를 찬양한 노래로, 그 사자가 구원의 삶의 영상으로 눈앞에 있다는 것은 현실 부정으로, 그러한 영상을 상징적 어법으로 노래하였다. 

이 글은 한국 발음대로 읽으나 글로 쓰기 위해서 한자와 병합하여 뜻이 없는 형식형태소를 사용하였다. 
예시를 들자면 봄이 오네요를 春而 來乃樂라고 쓰는 느낌이라고 볼 수 있다. 
봄 춘과 올 래만 한자 그대로 발음한 채 뜻을 담았고, 이, 내 , 요는 뜻이 없이 발음만 빌려온 형식형태소이다. 
영어로 말하자면 spring i come ne yo 라고도 할 수 있다.
또한 이 향가도 행을 3 부분으로 나누어 3단 구성으로 이루어져있다는 점이 시조가 초장 중장 종장으로 이루어져있어 3단 구성으로 되어있다는 점과 공통점을 이룬다. 이로써 이 향가 또한 시조를 계승했다는 걸 알 수 있다. 
3단구성으로 이루어져있고 낙구에서의 '아아,' 는 주제와 사상, 감정을 집약하고있다.  
또한, 서정목 교수의 해독에 따르면, 이 노래는 4행과 5행이 순서가 바뀌었다 하였다. 이 글은 그에 따른 서정목 교수의 현대어 해석본이다. 
흐느끼며 바라보매
이슬 밝힌 달이
흰 구름 좇아 떠간 언저리에
노화랑의 모습일 시 숲이여
모래(를) 가른 물기슭에
일오 내 자갈벌에
낭이여 지니시던
마음의 끝을 좇노라
아아, 잣가지 높아
눈이 몯 짓누를 곳갈이여

## 기파랑
기파랑은 찬기파랑가에 등장하는 인물이다. 기파랑이 실제 누구인지는 기록이 남아 있지 않아 알 수 없다. 하지만 당대의 화랑 지도자의 한명으로 보는 것이 일반적이다. 찬기파랑가에서 기파랑은 고결하고 숭고한 자로 묘사되고 있다.